# Wapen van Colfontaine

Het wapen van Colfontaine (sinds 1999).

Het wapen van Colfontaine is het heraldisch wapen van de gemeente Colfontaine in de Belgische provincie Henegouwen. Het wapen werd op 20 december 1999 aan de fusiegemeente Colfontaine toegekend.

## Geschiedenis
Als nieuw gemeentewapen voor de in 1977 opgerichte fusiegemeente Colfontaine, die was ontstaan uit de gemeenten Pâturages, Warquignies en Wasmes, werd gekozen voor een nieuwe wapen waarin werd verwezen naar de vroegere wapens van de drie deelgemeenten. Nadat in 1977 het eerste ontwerp was afgewezen geworden, vroeg de gemeenteraad in 1979 aan Delferrière om een nieuw wapen te ontwerpen. Ook dit ontwerp werd niet goedgekeurd en men moest meerdere keren het wapen aanpassen, alvorens men op 25 oktober 1999 in de gemeenteraad het huidige ontwerp goedkeurde en dit ook op 20 december 1999 door de bevoegde minister, Robert Collignon, bij ministerieel decreet werd goedgekeurd.
In het eerste deel van het wapen vinden we de halve adelaar van sabel in goud, hetgeen verwijst naar het voormalige wapen van Wasmes, dat historische gezien toebehoorde aan de abdij van Saint-Ghislain (de abt van Saint-Ghislain was sinds 1289 rijksgraaf en mocht daarom in zijn wapen een rijksadelaar voeren). De tweede helft heeft de heraldische kleuren van het voormalige wapen van Pâturages, namelijk in sinopel figuren van goud en zilver. Op aanbevelen van de heraldische raad werd in hier in het schildhoofd het jachthoorntje van goud uit het wapen van Pâturages overgenomen. Daaronder zijn de drie spades van het voormalige wapen van Warquignies - dat het wapen van de familie de Grouff d'Erkelens, laatste heren van Warquignies, als gemeentewapen gebruikte, maar waarvan de kleur van sabel naar zilver is gewijzigd.

## Blazoenering
De blazoenering van het wapen luidt:

Parti, au 1 d’or à la demi-aigle de sable, armée et lampassée de gueules, mouvante de la partition, au 2 de sinople à trois pelles d’argent accompagnées en chef d’un huchet d’or.
Gedeeld 1. in goud een halve adelaar van sabel, geklauwd en getongd van keel, vertrekkend vanuit de deling, 2. in sinopel drie spades van zilver met in het schildhoofd een jachthoorntje van goud.
— Ministerieel Besluit van 20 december 1999.